# Jo Vandeurzen
Johan Maria Gerardus (Jo) Vandeurzen (Heusden, 2 juni 1958) is een Belgisch politicus voor CD&V.

## Levensloop

### Studie en opleiding
Vandeurzen studeerde in 1981 af als licentiaat in de rechten aan de Katholieke Universiteit Leuven en werkte als advocaat-medewerker in de associatie Geyskens-Vandeurzen in Beringen.

### Politieke carrière
Van 1983 tot 1989 was hij voorzitter van de CVP-afdeling van Genk. Hij was er van 1989 tot 1998 OCMW-raadslid en van 1989 tot 1993 OCMW-voorzitter. Van 1995 tot 2004 en van 2013 tot 2015 was hij ook gemeenteraadslid van Genk.
Jo Vandeurzen werd lid van de Kamer van volksvertegenwoordigers in januari 1993 in opvolging van zijn stadsgenoot Luc Dhoore die met pensioen ging. Hij bleef in de Kamer zetelen tot in 2009, een mandaat dat van 2007 tot 2008 tijdens zijn ministerschap onderbroken werd. Hij liet zich in de Kamer gelden als specialist in volksgezondheid en justitie, onder meer door zijn verzet tegen de snel-Belgwet (wegens het ontbreken van integratie als voorwaarde) en tegen het gedoogbeleid voor softdrugs. In de periode januari 1993-mei 1995 had hij als gevolg van het toen bestaande dubbelmandaat ook zitting in de Vlaamse Raad. De Vlaamse Raad was vanaf 21 oktober 1980 de opvolger van de Cultuurraad voor de Nederlandse Cultuurgemeenschap, die op 7 december 1971 werd geïnstalleerd, en was de voorloper van het huidige Vlaams Parlement.  
In 2001 werd hij secretaris-generaal van de kersverse CD&V. Onder het voorzitterschap van Stefaan De Clerck en Yves Leterme voerde hij een intensieve professionalisering door van de partij. In november 2003 werd deze functie opgesplitst en werd Vandeurzen politiek secretaris. Pieter Demeester werd vervolgens aangesteld als algemeen secretaris. In december 2004 werd Vandeurzen als politiek secretaris opgevolgd door Etienne Schouppe. Vervolgens was hij van 2004 tot 2007 voorzitter van deze partij. Hij leidde CD&V naar een overwinning bij de provincie- en gemeenteraadsverkiezingen van 8 oktober 2006 en bij de federale verkiezingen van 10 juni 2007.
Op 7 november 2007 liet hij het omstreden wetsvoorstel rond de splitsing van het kiesarrondissement Brussel-Halle-Vilvoorde ter stemming brengen (passer au vote), waardoor Franstalige inwoners in Vlaams-Brabant niet meer kunnen stemmen op kieslijsten van het Brussels Hoofdstedelijk Gewest. Op 11 november 2007 verklaarde de CD&V-voorzitter dat er een stevige blauwdruk voor een grondswetsherziening voor moest liggen vooraleer het kartel in een regering stapte. Als de Franstaligen niet in die logica wilden stappen, was er volgens hem een groot probleem. Voor de CD&V-voorzitter was de BHV-stemming in de Kamercommissie een signaal naar de Franstaligen. Op 21 december 2007 werd Vandeurzen minister van Justitie in de regering-Verhofstadt III.
Hij bleef deze functie bekleden in de regering Leterme I, die in april 2008 werd geïnstalleerd. In deze regering was hij ook vicepremier. Eind december 2008 nam hij ontslag naar aanleiding van de Fortis-affaire: de voorzitter van het Hof van Cassatie, Ghislain Londers, had het daarbij over een schijn van beïnvloeding bij de behandeling in beroep van de zaak aandeelhouders Fortis Bank tegen de Federale Participatie- en Investeringsmaatschappij. Op 20 december werd duidelijk dat koning Albert II het ontslag van de minister van Justitie in beraad hield. Op 22 december aanvaardde de koning het ontslag van de regering.
Bij de Vlaamse verkiezingen van 7 juni 2009 leidde hij de Limburgse CD&V naar een verkiezingsoverwinning en werd hij met een persoonlijke score van 69.223 voorkeurstemmen verkozen in het Vlaams Parlement. Dat werd gezien als een eerherstel na zijn ontslag als minister van Justitie. In Limburg wordt hij sindsdien van Arme Joe opgewaardeerd naar Super Joe. Hij bleef Vlaams volksvertegenwoordiger tot 12 juli 2009, waarna hij op 13 juli 2009, bij de start van de regering-Peeters II, Vlaams minister van Welzijn, Volksgezondheid en Gezin werd. De functie van Vlaams minister van Welzijn, Volksgezondheid en Gezin behield hij vanaf 25 juli 2014 in de Regering-Bourgeois, nadat hij bij de Vlaamse verkiezingen van 25 mei 2014 opnieuw verkozen was tot Vlaams volksvertegenwoordiger. Op 22 mei 2013 werd Jo Vandeurzen in de plenaire vergadering van het Vlaams Parlement gehuldigd voor zijn 20 jaar parlementair mandaat.
In december 2014 werd hij Commandeur in de Leopoldsorde.
In januari 2015 verliet hij de Genkse gemeenteraad omdat hij dit ambt om praktische redenen niet meer kon combineren met zijn ministerschap.
Vandeurzen was bij de verkiezingen van mei 2019 geen kandidaat-lijsttrekker meer, maar steunde zijn partij wel nog als lijstduwer voor de Vlaamse verkiezingen. Hij werd vanop die plaats verkozen, maar besloot niet te zetelen. Toen de regering-Jambon aantrad op 2 oktober 2019, kwam er een einde aan zijn ministeriële en politieke loopbaan. Sinds 12 november 2019 mag hij zich ere-Vlaams volksvertegenwoordiger noemen. Die eretitel werd hem toegekend door het Bureau (dagelijks bestuur) van het Vlaams Parlement.

### Na de politiek
Nadat hij in 2019 de politiek verliet, werd Vandeurzen door de Universiteit Hasselt en hogeschool UCLL aangetrokken als lesgever over gezondheidszorg en welzijn. In het verleden gaf hij ook al enkele gastcolleges aan de UHasselt. In oktober 2019 werd hij voorgesteld als vervanger van Leo Delcroix als voorzitter van de UHasselt en als voorzitter van ziekenhuisnetwerk Oost-Vlaams-Brabant (later Plexus). Ook werd hij in november 2019 voorzitter van woonzorggroep Integro vzw.
Hij werkt sinds 2022 als zelfstandig consultant voor consultancybureau WhoCares, onder meer bij het Agentschap Zorg en Gezondheid, het departement waar hij als minister verantwoordelijk voor was.

## Privé
Zijn zoon Toon Vandeurzen is schepen in Genk en zetelt in het Vlaams Parlement.